# Elitloppet 2001
Elitloppet 2001 var den 50:e upplagan av Elitloppet, som gick av stapeln söndagen den 27 maj 2001 på Solvalla i Stockholm. Finalen vanns av den italienska hästen Varenne, körd av Giampaolo Minucci och tränad av Jori Turja. Detta var Varennes första seger i Elitloppet. Han segrade även året därpå.

## Upplägg och genomförande
Elitloppet är ett inbjudningslopp och varje år bjuds 16 hästar som utmärkt sig in till Elitloppet. Hästarna lottas in i två kvalheat, och de fyra bästa i varje försök går vidare till finalen som sker 2–3 timmar senare samma dag. Desto bättre placering i kvalheatet, desto tidigare får hästens tränare välja startspår inför finalen. Samtliga tre lopp travas sedan 1965 över sprinterdistansen 1 609 meter (engelska milen) med autostart (bilstart). I Elitloppet 2001 var förstapris i finalen 2 miljoner kronor, och 250 000 kronor i respektive kvalheat.

## Kvalheat 1
| P | S | Häst            | Kusk                      | Tränare                   | Land        | Odds  | Tid    |
| - | - | --------------- | ------------------------- | ------------------------- | ----------- | ----- | ------ |
| 1 | 3 | Solar Effe      | Pietro Gubellini          | Edoardo Gubellini         | Italien     | 38,07 | 1.10,9 |
| 2 | 2 | Victory Tilly   | Stig H. Johansson         | Stig H. Johansson         | Sverige     | 1,30  | 1.10,9 |
| 3 | 6 | Atom Tess       | Flemming Jensen           | Peter Rasmussen           | Danmark     | 83,00 | 1.11,1 |
| 4 | 1 | Fridhems Ambra  | Stefan Söderkvist         | Ove Ousbäck               | Sverige     | 29,50 | 1.11,2 |
| 0 | 8 | Lyell Creek     | Anthony Butt              | Timothy Butt              | Nya Zeeland | 15,10 | 1.11,7 |
| 0 | 5 | Not A Spacecase | Esa Holopainen            | Petri Puro                | Finland     | 17,80 | 1.11,9 |
| 0 | 7 | Etain Royal     | Jorma Kontio              | Pirjo Vauhkonen           | Sverige     | 4,30  | 1.12,3 |
| 0 | 4 | Fan Idole       | Richard William Denéchère | Richard William Denéchère | Frankrike   | 9,60  | 1.12,8 |

## Kvalheat 2
| P | S | Häst              | Kusk                | Tränare             | Land      | Odds  | Tid    |
| - | - | ----------------- | ------------------- | ------------------- | --------- | ----- | ------ |
| 1 | 8 | Varenne           | Giampaolo Minucci   | Jori Turja          | Italien   | 1,59  | 1.10,6 |
| 2 | 1 | B.W.T.Magic       | Ahti Antti-Roiko    | Matti Salmi         | Finland   | 3,20  | 1.10,9 |
| 3 | 5 | Blue Fighter      | Olav Mikkelborg     | Olav Mikkelborg     | Norge     | 16,20 | 1.11,0 |
| 4 | 2 | Frisky Frazer     | Axel Jacobsen       | Axel Jacobsen       | Danmark   | 60,00 | 1.11,0 |
| 0 | 7 | Giesolo de Lou    | Jean-Étienne Dubois | Jean-Étienne Dubois | Frankrike | 15,00 | 1.11,6 |
| 0 | 4 | Egon Lavec        | Lutfi Kolgjini      | Lutfi Kolgjini      | Sverige   | 51,00 | 1.11,8 |
| 0 | 3 | Baron Pepper      | Stig H. Johansson   | Stig H. Johansson   | Sverige   | 14,00 | 1.11,8 |
| 0 | 6 | Herr Jägermeister | Olle Goop           | Olle Goop           | Sverige   | 13,20 | 1.12,3 |

## Finalheat
| P | S | Häst           | Kusk              | Tränare           | Land    | Odds   | Tid    |
| - | - | -------------- | ----------------- | ----------------- | ------- | ------ | ------ |
| 1 | 2 | Varenne        | Giampaolo Minucci | Jori Turja        | Italien | 1,47   | 1.10,7 |
| 2 | 1 | Solar Effe     | Pietro Gubellini  | Edoardo Gubellini | Italien | 11,90  | 1.11,0 |
| 3 | 3 | Victory Tilly  | Stig H. Johansson | Stig H. Johansson | Sverige | 3,70   | 1.11,0 |
| 4 | 8 | Frisky Frazer  | Axel Jacobsen     | Axel Jacobsen     | Danmark | 121,40 | 1.11,3 |
| 5 | 5 | Atom Tess      | Flemming Jensen   | Peter Rasmussen   | Danmark | 45,50  | 1.11,4 |
| 0 | 7 | Fridhems Ambra | Stefan Söderkvist | Ove Ousbäck       | Sverige | 57,00  | 1.11,7 |
| d | 6 | Blue Fighter   | Olav Mikkelborg   | Olav Mikkelborg   | Norge   | 23,40  | 6ag    |
| d | 4 | B.W.T.Magic    | Ahti Antti-Roiko  | Matti Salmi       | Finland | 7,70   | m8ag   |